# Yamaha YZF-R 6

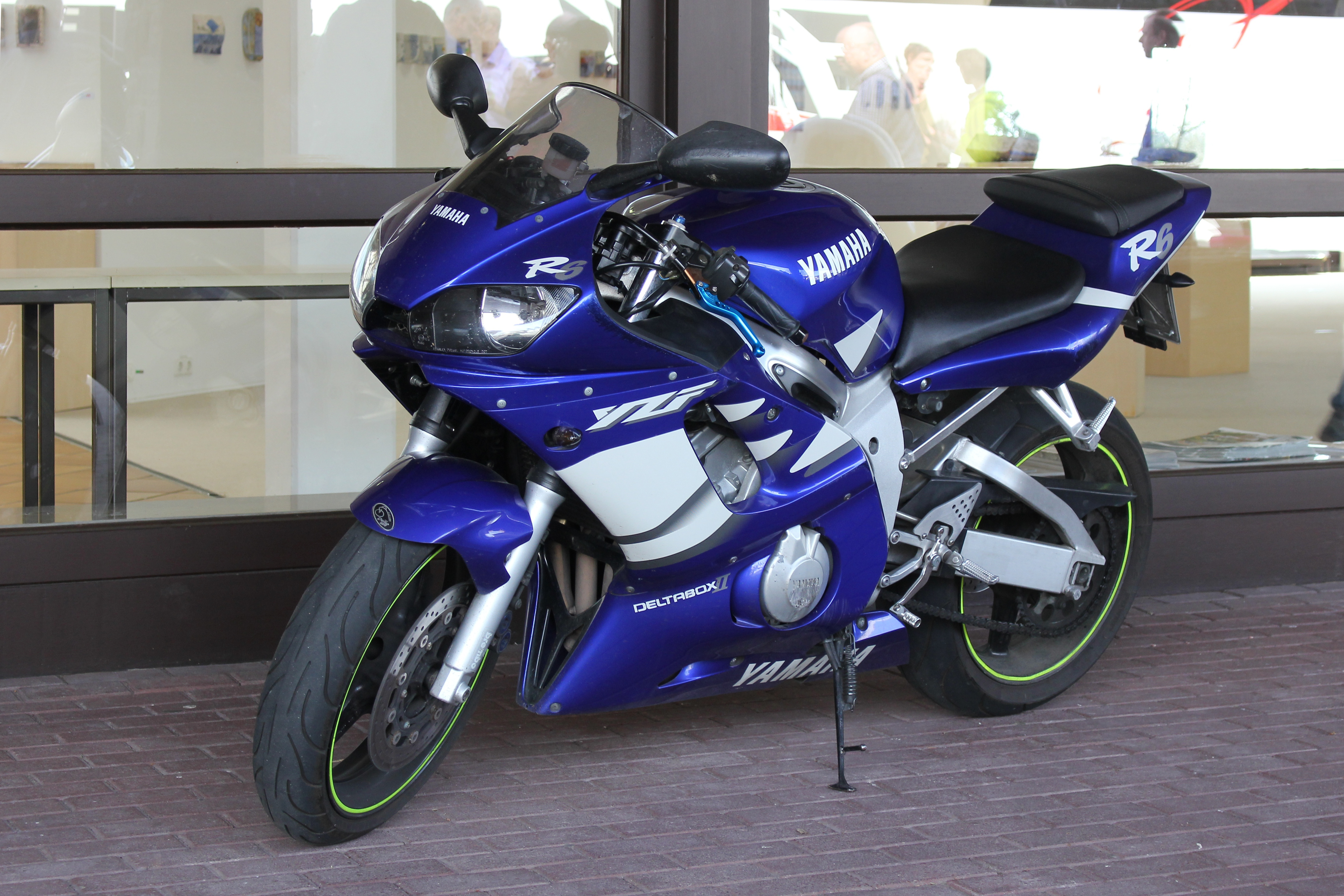
YZF-R6 (2000)

Die YZF-R 6 ist ein Motorrad der Kategorie Supersportler des japanischen Herstellers Yamaha und ist das 600-cm³-Modell in der Yamaha R-Serie. Sie kam 1999 unter der Typenbezeichnung RJ031 als Nachfolgerin der YZF600R Thundercat auf den Markt. Die R6 war optisch ein Ebenbild der ein Jahr früher vorgestellten R 1.

## Modellgeschichte und -pflege

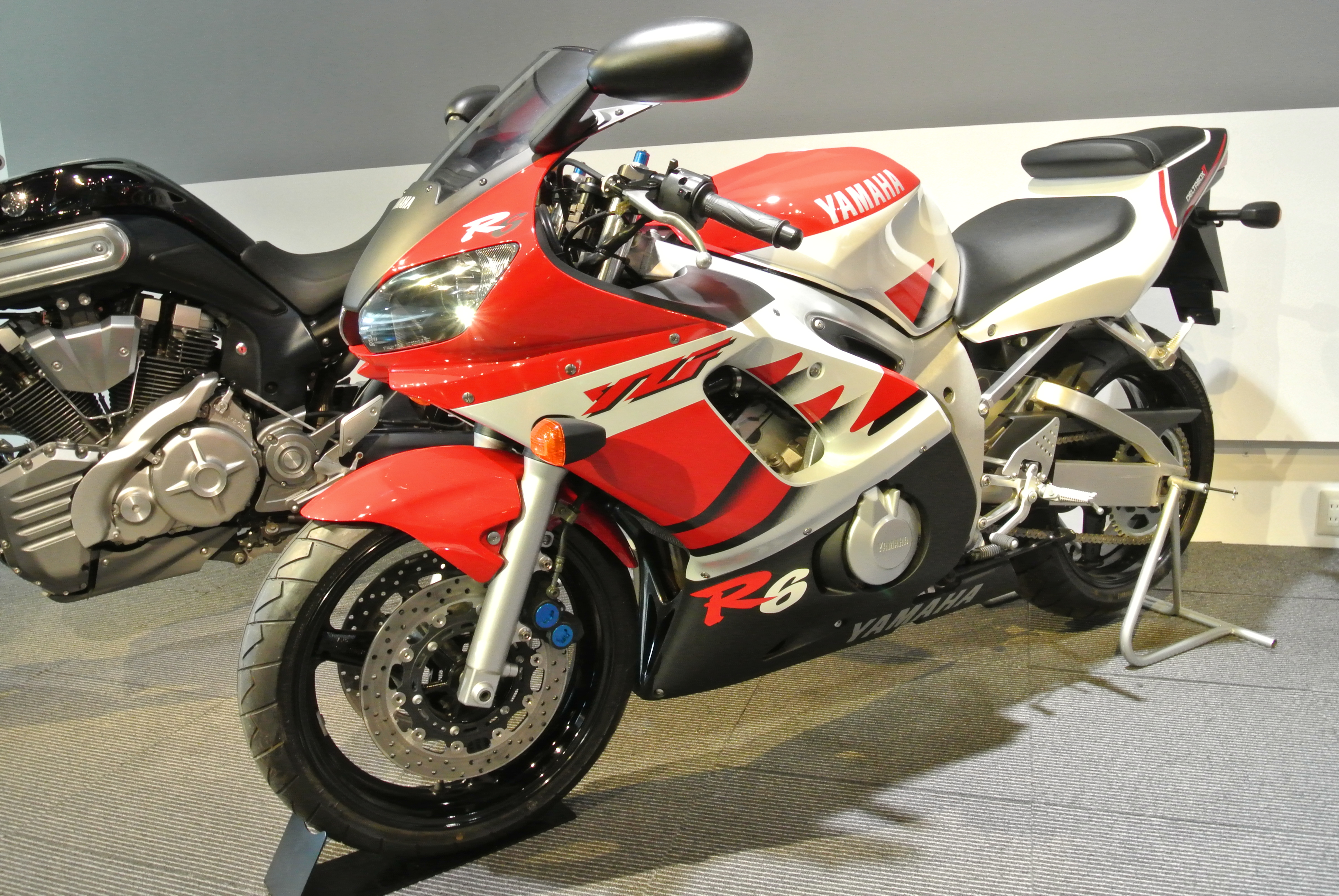
YZF-R6 beim Modellstart 1999

Der Motor der R6 war eine Neukonstruktion. Er hatte geschmiedete und reibungsarme Kolben, vergütete Pleuel, eine fünffach gelagerte Kurbelwelle, Kerzenstecker mit integrierten Zündspulen, Zündkerzen mit Doppelelektroden und Fallstromvergaser mit 37 mm großen Durchlässen, Flachschiebern und Drosselklappensensor. Wie bei der R1 lagen die Getriebewellen übereinander, was einen kürzeren Motor ergab. Der auf 12,4:1 verdichtende Hochleistungsmotor leistete 88 kW (120 PS) bei 13.000/min. Die mit 169 kg Trockengewicht leichte R6 ließ im Renntrimm ohne aufzusetzen bis zu 56 Grad Schräglage zu.
Für das Modelljahr 2000 wurden die Ölabstreifer und das Schaltgestänge modifiziert.
Für das Modelljahr 2001 wurde der Motor überarbeitet (Änderungen an Kolben, Pleuelstangen, Krümmerrohre, Zündung und Batterie) sowie Änderungen an der Lenkung, Ausstattung und Optik vorgenommen. Das Trockengewicht sank unter anderem dank leichterer Starterbatterie auf 167,5 Kilogramm.
2003 wurde die R6 erneut überarbeitet. Mehr als 90 % der Motorenteile wurden geändert. Wichtigste Modifikation ist die 38 mm Mehrpunkt-Saugrohreinspritzung, die die Vergaser ersetzt. Der neue Motor leistete weiterhin nominell 88 kW (120 PS) bei nun 13.000/min. Neu war allerdings, dass bereits ab 4000/min spürbar mehr Leistung vorhanden war. Fahrwerksseitig erhielt die R6 einen neuen Aluminiumrahmen aus Druckguss und leichtere Räder mit fünf Speichen. Zudem konnten 4,5 kg gegenüber dem Vorgänger eingespart werden. So wog die neue R6 nur noch 189 kg vollgetankt.
Zum Modelljahr 2005 erhielt diese Konstruktion der R6 vom Typ RJ 095 eine letzte Überarbeitung. Auffälligste Änderung neben dem neu gestalteten, spitzeren Heckteil war der Einsatz einer 41 mm Upside-Down-Gabel, an deren Gabelfüßen die Bremssättel nun radial verschraubt wurden. Auch die Betätigung der im Durchmesser vergrößerten Frontbremse wurde auf eine Radialbremse umgestellt. Der Vorderreifen hatte nun die gängige Dimension 120/70-17 (statt 120/60-17), die Federbeinanlenkung hinten wurde modifiziert. Motorenseitig enthielt das Update auf 40 mm Durchmesser vergrößerte Saugrohre und umgestaltete Ansaugwege.

### Neukonstruktion 2006 (RJ 11)

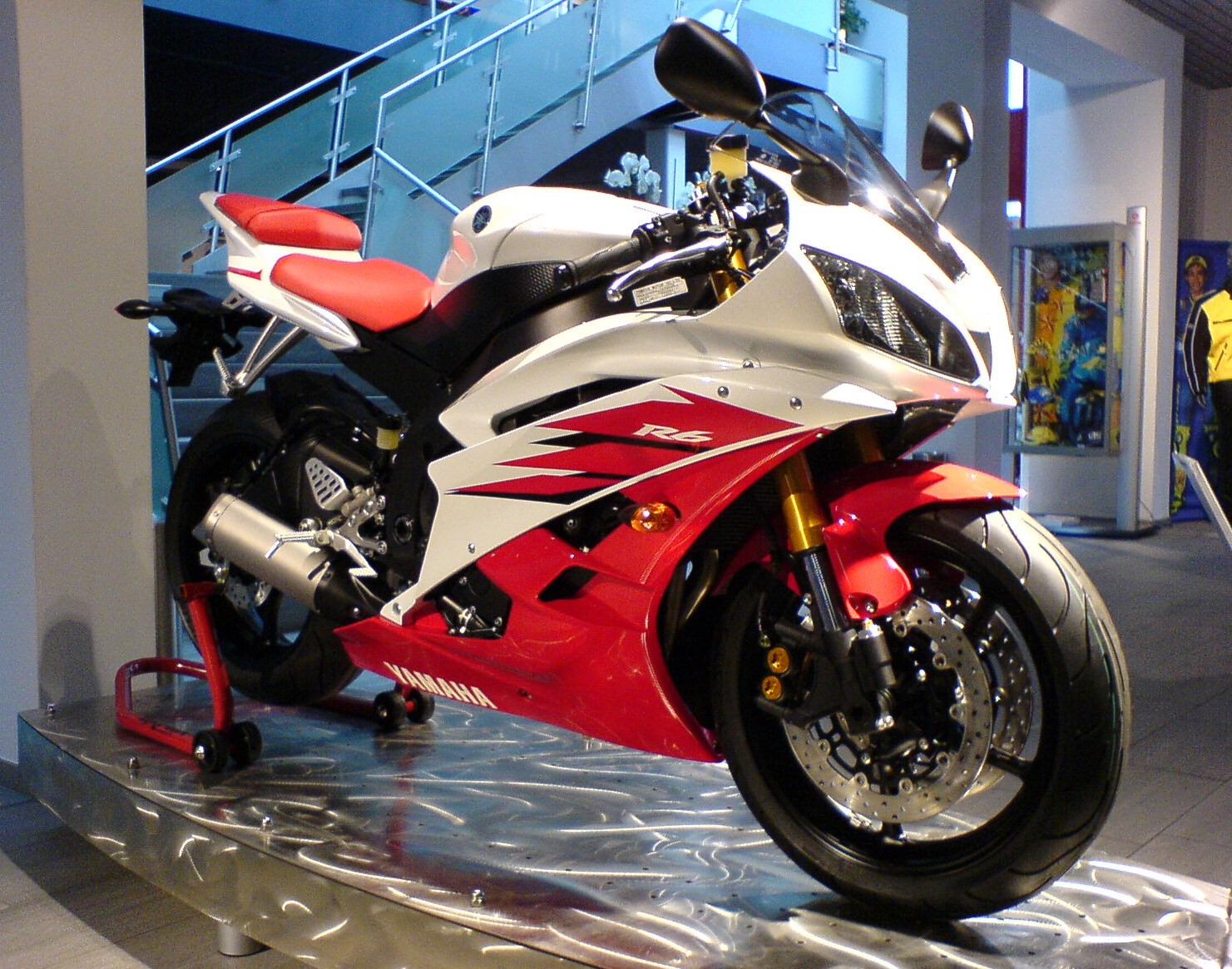
Yamaha YZF-R 6 Modell 2006 (RJ 11)

2006 wurde die R6 neu konstruiert. Der überarbeitete Motor leistete nun nominell 93 kW (127 PS; 133 PS mit Ram-Air-Effekt) und eine Maximaldrehzahl von 17.500/min. Real liegen diese Werte jedoch etwas darunter (ca. 90 kW (122 PS) bei 16.200/min). Nachteil dieser kurzhubigen, drehzahlorientierten Auslegung ist allerdings, dass der neue Motor weniger Leistung und Drehmoment im unteren und mittleren Drehzahlbereich bereitstellt, was auf der Rennstrecke eher zweitrangig, beim Fahren auf der Landstraße aber negativ spürbar ist. Eine Besonderheit des neuen Motors ist, dass ein elektronisch gesteuerter Stellmotor die Drosselklappen öffnet (Drive-by-Wire). Geschlossen werden die Drosselklappen allerdings weiterhin mit einem Seilzug.
Weitere Merkmale der neuen Modellreihe waren außerdem Ventile aus Titan, zwei Einspritzdüsen pro Zylinder, geschmiedete Kolben, leichtere Schwungmassen, Titan-Endschalldämpfer mit EXUP-Auslasssteuerung und eine Anti-Hopping-Kupplung. Das Fahrwerk ist frontlastig ausgelegt; 52,5 Prozent werden vom Vorderrad getragen. Bemerkenswert ist, dass der Typ RJ095 in der 2005er Konfiguration unter der Bezeichnung YZF-R 6 S bis 2009 weiter von Yamaha verkauft wurde.
Das Modell 2010 wurde in einigen Punkten überarbeitet und optimiert: So gibt es ein neu programmiertes Motormanagement und einen modifizierten Endschalldämpfer.

### 2017, RJ 27
Mit dem Modell 2017 wurde die R6 an das Design der neuen Yamaha YZF-R 1 mit LED-Scheinwerfer angepasst. Zur Gewichtseinsparung ist ihr Tank aus Aluminium, die Heckschwinge aus Magnesium gefertigt. Sie teilt auch die voll einstellbare 43-mm-Vordergabel mit der R1. Des Weiteren wurden die Antriebsschlupfregelung in sechs Stufen, die nach Abgleich von Drehzahlen beider Räder Zündzeitpunkt und Einspritzmenge anpasst, und der Schaltautomat eingeführt. Der Motor kann bis 16000/min drehen. Durch die Anpassung an die Abgasnorm Euro 4 gab es Einbußen bei Leistung und Drehmoment. Für die Rennstrecke wird eine dem Reglement entsprechende Version mit Akrapovic-Abgasanlage, Teilen von Yamahas Tuningabteilung YEC und ohne ABS angeboten. Seit Ende 2020 ist nur noch die Rennsportversion erhältlich.

## Technische Daten
| Modell                     | RJ 03 (1998–2002)                                                           | RJ 05 (2003)                                                                | RJ 09 (2004)                                                                | RJ 095 (2005–2006)                                                          | RJ 11 (2006–2007)                                                           | RJ 15 (2008–2010)                                                           | RJ 155 (ab 2011)                                                            | RJ 27 (ab 2017)                                                             |
| -------------------------- | --------------------------------------------------------------------------- | --------------------------------------------------------------------------- | --------------------------------------------------------------------------- | --------------------------------------------------------------------------- | --------------------------------------------------------------------------- | --------------------------------------------------------------------------- | --------------------------------------------------------------------------- | --------------------------------------------------------------------------- |
| Motor                      | Reihenvierzylinder, 4-Takt, Wasserkühlung, DOHC-Ventilsteuerung, 16 Ventile | Reihenvierzylinder, 4-Takt, Wasserkühlung, DOHC-Ventilsteuerung, 16 Ventile | Reihenvierzylinder, 4-Takt, Wasserkühlung, DOHC-Ventilsteuerung, 16 Ventile | Reihenvierzylinder, 4-Takt, Wasserkühlung, DOHC-Ventilsteuerung, 16 Ventile | Reihenvierzylinder, 4-Takt, Wasserkühlung, DOHC-Ventilsteuerung, 16 Ventile | Reihenvierzylinder, 4-Takt, Wasserkühlung, DOHC-Ventilsteuerung, 16 Ventile | Reihenvierzylinder, 4-Takt, Wasserkühlung, DOHC-Ventilsteuerung, 16 Ventile | Reihenvierzylinder, 4-Takt, Wasserkühlung, DOHC-Ventilsteuerung, 16 Ventile |
| Hubraum                    | 599 cm³                                                                     | 599 cm³                                                                     | 599 cm³                                                                     | 599 cm³                                                                     | 599 cm³                                                                     | 599 cm³                                                                     | 599 cm³                                                                     | 599 cm³                                                                     |
| Bohrung × Hub              | 65,5 mm × 44,5 mm                                                           | 65,5 mm × 44,5 mm                                                           | 65,5 mm × 44,5 mm                                                           | 65,5 mm × 44,5 mm                                                           | 67,0 mm × 42,5 mm                                                           | 67,0 mm × 42,5 mm                                                           | 67,0 mm × 42,5 mm                                                           | 67,0 mm × 42,5 mm                                                           |
| Gemischaufbereitung        | 4 Keihin-Vergaser 37 mm (CVRD 37)                                           | Saugrohreinspritzung                                                        | Saugrohreinspritzung                                                        | Saugrohreinspritzung                                                        | Saugrohreinspritzung                                                        | Saugrohreinspritzung                                                        | Saugrohreinspritzung                                                        | Saugrohreinspritzung                                                        |
| Abgasreinigung             |                                                                             |                                                                             |                                                                             | Ungeregelter Katalysator                                                    | Geregelter Katalysator                                                      | Geregelter Katalysator                                                      | Geregelter Katalysator                                                      | Geregelter Katalysator                                                      |
| Nennleistung (Werksangabe) | 88 kW (120 PS) bei 13.000/min                                               | 88 kW (120 PS) bei 13.500/min                                               | 88 kW (120 PS) bei 13.500/min                                               | 88 kW (120 PS) bei 13.000/min                                               | 93 kW (127 PS) bei 14.500/min                                               | 95 kW (129 PS) bei 14.500/min                                               | 91 kW (123,8 PS) bei 14.500/min                                             | 87,1 kW (118,4 PS) bei 14.500 /min                                          |
| max. Drehmoment            | 68,1 Nm bei 11.500/min                                                      | 68,5 Nm bei 12.000/min                                                      | 68,5 Nm bei 12.000/min                                                      | 66,4 Nm bei 12.000/min                                                      | 66,0 Nm bei 12.000/min                                                      | 65,8 Nm bei 11.000/min                                                      | 65,7 Nm bei 10.500/min                                                      | 61,7 Nm bei 10.500 /min                                                     |
| Getriebe                   | 6-Gang                                                                      | 6-Gang                                                                      | 6-Gang                                                                      | 6-Gang                                                                      | 6-Gang                                                                      | 6-Gang                                                                      | 6-Gang                                                                      | 6-Gang                                                                      |
| Radstand                   | 1380 mm                                                                     | 1380 mm                                                                     | 1380 mm                                                                     | 1385 mm                                                                     | 1380 mm                                                                     | 1380 mm                                                                     | 1380 mm                                                                     | 1375 mm                                                                     |
| Lenkkopfwinkel             | 66°                                                                         | 66°                                                                         | 66°                                                                         | 65,5°                                                                       | 66°                                                                         | 66°                                                                         | 66°                                                                         | 66°                                                                         |
| Bremsen vorne              | Doppelscheibenbremse, Ø 298 mm                                              | Doppelscheibenbremse, Ø 298 mm                                              | Doppelscheibenbremse, Ø 298 mm                                              | Doppelscheibenbremse, Ø 310 mm                                              | Doppelscheibenbremse, Ø 310 mm                                              | Doppelscheibenbremse, Ø 310 mm                                              | Doppelscheibenbremse, Ø 310 mm                                              | Doppelscheibenbremse, Ø 320 mm mit ABS                                      |
| Bremsen hinten             | Scheibenbremse, Ø 220 mm                                                    | Scheibenbremse, Ø 220 mm                                                    | Scheibenbremse, Ø 220 mm                                                    | Scheibenbremse, Ø 220 mm                                                    | Scheibenbremse, Ø 220 mm                                                    | Scheibenbremse, Ø 220 mm                                                    | Scheibenbremse, Ø 220 mm                                                    | Scheibenbremse, Ø 220 mm mit ABS                                            |
| Trockengewicht             | 181–183 kg                                                                  | 176–180 kg                                                                  | 176–180 kg                                                                  | 176–180 kg                                                                  | 161 kg                                                                      | 166 kg                                                                      | 166 kg                                                                      | 167 kg                                                                      |
| Leistung                   |                                                                             |                                                                             |                                                                             |                                                                             |                                                                             |                                                                             |                                                                             |                                                                             |
| 0–100 km/h                 | 3,0–3,35 s                                                                  | 2,8 s                                                                       | 2,8 s                                                                       | 2,8 s                                                                       | 3,0 s                                                                       | 3,0 s                                                                       | 3,0 s                                                                       |                                                                             |
| Höchstgeschwindigkeit      | 253–257 km/h                                                                | 253 km/h                                                                    | 253 km/h                                                                    | 253 km/h                                                                    | 260 km/h                                                                    | 260 km/h                                                                    | 260 km/h                                                                    |                                                                             |
| Kraftstoffverbrauch        | 6,19 l/100 km                                                               | 6,4 l/100 km                                                                | 6,4 l/100 km                                                                | 6,4 l/100 km                                                                | 7,0 l/100 km                                                                | 7,0 l/100 km                                                                | 7,0 l/100 km                                                                | 6,6 l/100 km                                                                |